# Bostrychus
Bostrychus is een geslacht van straalvinnige vissen uit de familie van slaapgrondels (Eleotridae).

## Soorten
- Bostrychus africanus (Steindachner, 1879)
- Bostrychus aruensis Weber, 1911
- Bostrychus sinensis Lacépède, 1801
- Bostrychus zonatus Weber, 1907
- Bostrychus albooculata (Herre, 1927)
- Bostrychus expatria (Herre, 1927)
- Bostrychus microphthalmus Hoese & Kottelat, 2005
- Bostrychus scalaris Larson, 2008
- Bostrychus strigogenys Nichols, 1937